# Apu Nahasapeemapetilon
Apu Nahasapeemapetilon (en bengalí: আপু নাহাসাপিমাপেটিলন) es un personaje ficticio de la serie de televisión Los Simpson. Es el administrador de una tienda en Springfield, el Kwik-E-Mart (en España "El Badulaque", en Hispanoamérica "El Minisúper"), al cual recurren diariamente tanto los Simpson como también otros personajes de la serie para comprar sus víveres. Es un inmigrante de la India.
Durante los primeros 13 años de la serie, en España Luis Reina prestó su voz a Apu en las primeras temporadas, después, hasta la actualidad, fue sustituido por Francisco Javier García Sáenz. En Hispanoamérica sucedió algo similar, pues primero fue doblado por Sergio Castillo (temporadas 3-11 y 15), Alfonso Mellado (temporadas 12-14), Luis Alfonso Padilla (temporadas 16-23, fallecido el 12 de mayo de 2012) y Gerardo García fue su voz desde la temporada 23 hasta la 29.
Según Matt Groening, el nombre de Apu proviene de la película dirigida por Satyajit Ray, Pather Panchali.
Adi Shankar, un productor indio-estadounidense quien decía trabajar en la serie, anunció que el personaje será retirado en la temporada 30. La noticia fue posteriormente desmentida por Al Jean, quién también desmintió los supuestos nexos de Shankar con la producción del programa. Sin embargo, debido a la polémica, Hank Azaria anunció que dejará de interpretar al personaje a partir de 2020.
Actualmente, y a pesar de la polémica con Hari Kondabolu (comediante estadounidense de origen hindú que acusó al personaje de ser un estereotipo), Apu aún sigue apareciendo en la serie. Sin embargo, dejó de ser un personaje secundario y pasó a ser uno de fondo sin tener un solo diálogo, esto también sucedió con los personajes relacionados con Apu, como Manjula, su hermano Sanjay, y sus hijos, lo mismo ha pasado con el Badulaque, el cual no ha vuelto a aparecer desde el episodio Looking for Mr. Goodbart de la Temporada 28. Esta decisión tomada por los productores ha provocado que no se vuelvan a hacer historias enfocadas con Apu, debido a que el personaje ya no tiene diálogo tras la renuncia de Hank Azaria al personaje y la decisión de los ejecutivos de FOX, cada uno de los actores de doblaje que se encargaban de doblar al personaje, dejaron de doblarlo desde la Temporada 28, la última aparición de Apu como protagonista fue el episodio Much Apu About Something y el último episodio en el que tuvo diálogo fue Dogtown.

## Información general
Es de ascendencia bengalí y doctor en ingeniería informática, y su tesis doctoral fue el primer juego virtualizado de damas chinas (tres en raya en el doblaje de España). Su asesor fue el profesor Frink. Entre sus características más notables se incluyen su exagerado acento indio, su fe hindú (es especialmente devoto del dios Ganesha) y su tenacidad en el trabajo (en los primeros capítulos de la serie, establecía que el supermercado que dirige él solo, nunca cerraba).
En una ocasión Apu batió el récord de tiempo en servicio en la tienda (96 horas consecutivas de trabajo) y cuando terminó creía que era un colibrí. Constantemente es atacado por los delincuentes de Springfield (especialmente Snake, así como los vándalos Jimbo, Dolph, Kearney y Nelson), y ha recibido varios disparos de bala. Estos son tan comunes, que la multa por cada disparo es solo de US$100.
Otro aspecto de la personalidad de Apu es su exagerado sentido del ahorro, llegando a la avaricia.
Al principio Apu estaba soltero y apareció en un programa de citas, donde es presentado y a diferencia de los anteriores participantes, las damas presentes se sienten interesadas por él.
Apu disfrutaba su soltería, teniendo citas con varias mujeres, hasta el día que recibió una correspondencia de su madre indicando que el día de su matrimonio arreglado había llegado.
El personaje también tuvo una infidelidad con la repositora de Fresisuiss, y para recuperar la confianza de su esposa, Manjula, tuvo que pasar una serie de pruebas. La boda de ambos fue organizada en la casa de los Simpson, donde Homer trató de sabotearla para que no se casara (vestido de Ganesha) debido al miedo de Apu al matrimonio concertado. Tienen ocho hijos fruto de un parto múltiple.
Apu es vegano e íntimo amigo de Paul y Linda McCartney.
Apu estuvo a punto de ser expulsado de Springfield por una propuesta legal para echar a los inmigrantes ilegales del país, por lo que trató de hacerse ciudadano estadounidense. Lo consiguió con la ayuda final de Lisa.
En el episodio Homer's Barbershop Quartet, Nigel (el representante de The Be Sharps) le obligó a adoptar el seudónimo «Apu du Beaumarche» (un retruécano de du beau marché que significa «del bello mercado» en francés; o en referencia a Beaumarchais, autor de El barbero de Sevilla), con la intención de negar la ascendencia hindú de Apu.